# Clapton-Knopfler-Tour
Die Clapton-Knopfler-Tour [klæptɒn-nɒbfleə-tʊə], seltener: 25th Anniversary Tour, war eine Konzerttournee des britischen Rockmusikers Eric Clapton. Als regelmäßiger Gast trat der Dire-Straits-Gitarrist Mark Knopfler auf. Während einiger Auftritte gastierte ebenso Elton John. Die Tournee begann am 22. Januar 1988 in Birmingham und endete am 5. November desselben Jahres in Osaka. Die Tour führte durch Asien, Europa und Nordamerika.
Die im Dezember 1987 angekündigte Tournee wurde zügig nahezu ausverkauft. Während 42 Konzerten, davon vier in Japan, 12 in dem Vereinigten Königreich und 26 in den Vereinigten Staaten und Kanada trat der britische Rockmusiker vor mehr als 492.000 Konzertbesuchern auf und nahm damit rund 14 Millionen US-Dollar ein. Claptons Band veränderte sich nur minimal während dreieinhalb Monaten intensiver Reise. Es wurden Clapton-Hits und Blues-Titel vorgetragen.

## Tourneegeschehen
Die Clapton-Knopfler-Tour wurde am 1. Dezember 1987 von den Organisatoren der Tournee, Peter Jones und Jack Postblog, angekündigt. Sie kündigten an, dass Konzerte in Europa, den Vereinigten Staaten und Asien stattfinden sollten. Obwohl unbekannt bleiben sollte, mit welcher Besetzung beziehungsweise mit welchen Gästen Clapton die Tournee bestreiten sollte, wurde am 2. Januar 1988 bekannt, dass Mark Knopfler permanent und Elton John gastierend Teil der Tournee sein sollten. Bereits im Januar waren alle Karten für die Europa-Konzerte der Tournee ausverkauft. In den Vereinigten Staaten war ein Großteil der Konzerte Anfang April und in Japan im August ausverkauft.
Clapton und Knopfler begannen die Tournee gemeinsam mit zwei ausverkauften Konzerten im National Exhibition Centre von Birmingham. Von Ende Januar bis Anfang Februar folgten neun ausverkaufte Konzerte in der Londoner Royal Albert Hall. Am 7. Februar 1988 endete der Europa-Leg mit einem Konzert in der Guildford Civic Hall. Im September setzte das Duo die Tournee fort. Vom 1. September bis zum 8. Oktober 1988 traten Clapton und Knopfler 19-mal in den Vereinigten Staaten und siebenmal in Kanada auf. In Japan gaben Clapton und Knopfler nur vier Konzerte. Hier kam nun auch Elton John als Gast zu den Konzerten im asiatischen Land.

## Musiker und Crew
Folgende Besetzung und Vorgruppen bestritten die Tournee.
- Eric Clapton – Gitarre, Gesang
- Mark Knopfler – Gitarre, Gesang
- Elton John – Keyboard, Gesang
- Nathan East – Bassgitarre, Begleitgesang
- Steve Ferrone – Schlagzeug
- Alan Clark – Keyboard
- Ray Cooper – Perkussion
- Jody Linscott – Perkussion
- Katie Kissoon – Begleitgesang
- Tessa Niles – Begleitgesang
- John Rollo – Toningenieur
- Peter Jones – Tournee-Management
- Jack Postblog – Tournee-Management
- Buckwheat Zydeco – Vorgruppe (Nordamerika-Leg)
- Jonathan Butler – Vorgruppe (Europa-Leg)

## Equipment

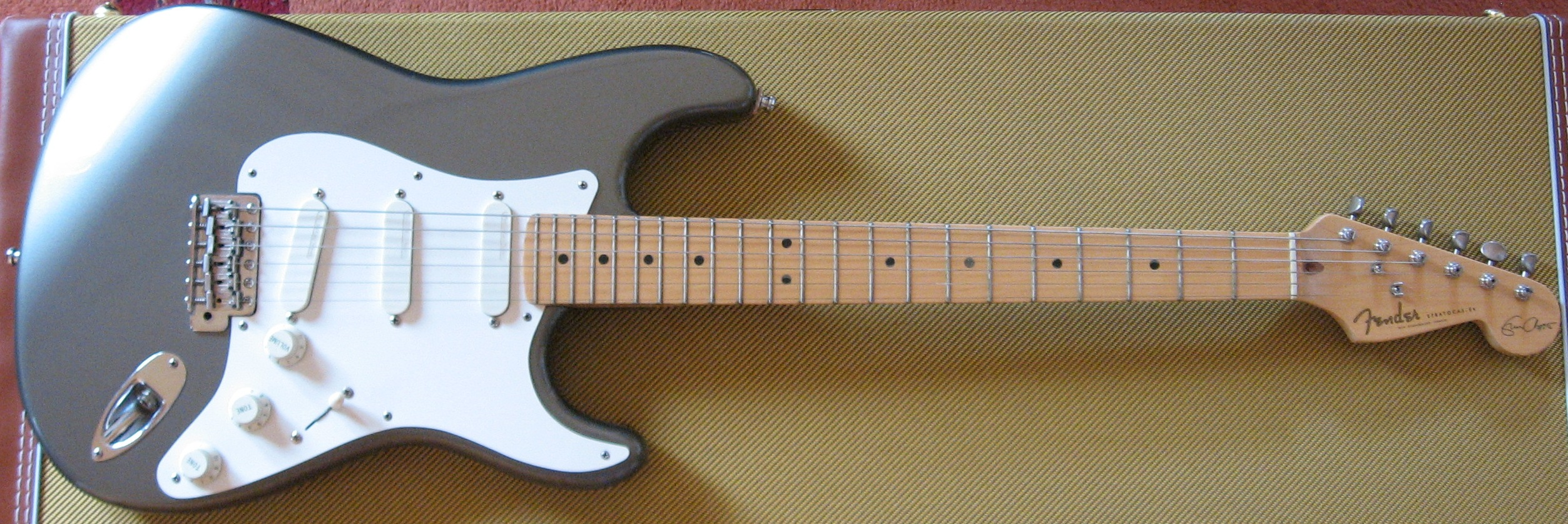
Ein ähnliches Modell von 1996

Während der gesamten Tournee benutzte der britische Rockmusiker ein im Jahr 1988 angefertigtes Modell seiner Fender Eric Clapton Stratocaster in der silbergrauen Farbe „Pewter“. Diese wurden mit Gitarrensaiten der sogenannten Stärken 0.10 bis 0.46 der Firma Ernie Ball Incorporation bespannt. Während Balladen von Elton John, die Clapton mit dem Briten in Japan vortrug, nutzte er eine halbakustische, klassische Gitarre vom Modell „Chet Atkins“ mit Nylonsaiten der Firma Gibson Guitar Corporation.
Die Saiten der Gitarren wurden täglich erneuert, um einen frischen Ton der Klänge und ein angenehmeres Gitarrenspiel zu gewährleisten. Um die Saiten anzuschlagen, verwandte Clapton harte Plektren, die ihm ebenfalls von dem Unternehmen Ernie Ball zur Verfügung gestellt wurden. Als Gitarrenverstärker testete Clapton den 100-Watt-Amp Soldano SLO-100, den er ab 1989 als hauptsächliches Modell im Soldano/Cornish Guitar Routing System verwendete.

## Setlist
Im Rahmen des Tourneeabschnittes im Vereinigten Königreich wurden pro Konzert jeweils 16 Titel vorgetragen. Clapton und Knopfler trugen hauptsächlich Erfolgssongs aus Claptons Karriere wie White Room, I Shot the Sheriff, Wonderful Tonight, Run, Tearing Us Apart, Holy Mother, Badge, Let It Rain, Cocaine, Layla, Behind the Mask und Sunshine of Your Love vor. Neben diesen Hit-Songs wurden aber auch Blues-Titel wie Further on Up the Road und Crossroads vorgetragen. Zum Ende eines jeden Konzertes wurde Money for Nothing gespielt. Für die Konzerte in Nordamerika wurde die Setlist auf 14 Stücke reduziert und einige Hits durch entweder andere wie Lay Down Sally oder durch Blues-Titel wie Motherless Children und Same Old Blues ersetzt. In Japan spielte John gewöhnlich vier Hits wie Candle in the Wind oder Daniel.

## Konzerttermine
| Datum              | Stadt           | Land                   | Veranstaltungsort                 | Besucherzahl             | Einnahmen     |
| Europa             | Europa          | Europa                 | Europa                            | Europa                   | Europa        |
| ------------------ | --------------- | ---------------------- | --------------------------------- | ------------------------ | ------------- |
| 22. Januar 1988    | Birmingham      | Vereinigtes Konigreich | National Exhibition Centre        | 26.858 / 26.858          | $940.030      |
| 23. Januar 1988    | Birmingham      | Vereinigtes Konigreich | National Exhibition Centre        | 26.858 / 26.858          | $940.030      |
| 25. Januar 1988    | London          | Vereinigtes Konigreich | Royal Albert Hall                 | 52.155 / 52.155          | $1.825.425    |
| 26. Januar 1988    | London          | Vereinigtes Konigreich | Royal Albert Hall                 | 52.155 / 52.155          | $1.825.425    |
| 27. Januar 1988    | London          | Vereinigtes Konigreich | Royal Albert Hall                 | 52.155 / 52.155          | $1.825.425    |
| 29. Januar 1988    | London          | Vereinigtes Konigreich | Royal Albert Hall                 | 52.155 / 52.155          | $1.825.425    |
| 30. Januar 1988    | London          | Vereinigtes Konigreich | Royal Albert Hall                 | 52.155 / 52.155          | $1.825.425    |
| 31. Januar 1988    | London          | Vereinigtes Konigreich | Royal Albert Hall                 | 52.155 / 52.155          | $1.825.425    |
| 2. Februar 1988    | London          | Vereinigtes Konigreich | Royal Albert Hall                 | 52.155 / 52.155          | $1.825.425    |
| 3. Februar 1988    | London          | Vereinigtes Konigreich | Royal Albert Hall                 | 52.155 / 52.155          | $1.825.425    |
| 4. Februar 1988    | London          | Vereinigtes Konigreich | Royal Albert Hall                 | 52.155 / 52.155          | $1.825.425    |
| 7. Februar 1988    | Guildford       | Vereinigtes Konigreich | Civic Hall                        | 1.480 / 1.480            | $51.800       |
| Nordamerika        |                 |                        |                                   |                          |               |
| 1. September 1988  | Dallas          | Vereinigte Staaten     | Starplex Amphitheatre             | N.N.                     | N.N.          |
| 2. September 1988  | New Orleans     | Vereinigte Staaten     | Lakefront Arena                   | 10.012 / 10.012          | $182.725      |
| 4. September 1988  | Pittsburgh      | Vereinigte Staaten     | Civic Arena                       | 14.199 / 14.199          | $262.837      |
| 6. September 1988  | East Rutherford | Vereinigte Staaten     | Brendan Byrne Arena               | 20.659 / 20.659          | $389.123      |
| 7. September 1988  | Philadelphia    | Vereinigte Staaten     | The Spectrum                      | 17.758 / 17.758          | $318.931      |
| 8. September 1988  | Landover        | Vereinigte Staaten     | Capital Centre                    | N.N.                     | N.N.          |
| 10. September 1988 | Hartford        | Vereinigte Staaten     | Civic Center                      | N.N.                     | N.N.          |
| 11. September 1988 | Uniondale       | Vereinigte Staaten     | Nassau Veterans Memorial Coliseum | 17.426 / 17.426          | $346.948      |
| 13. September 1988 | Mansfield       | Vereinigte Staaten     | Great Woods Center                | 23.132 / 23.132          | $582.193      |
| 14. September 1988 | Mansfield       | Vereinigte Staaten     | Great Woods Center                | 23.132 / 23.132          | $582.193      |
| 16. September 1988 | Auburn Hills    | Vereinigte Staaten     | Palace of Auburn Hills            | 17.452 / 17.452          | $349.040      |
| 17. September 1988 | East Troy       | Vereinigte Staaten     | Alpine Valley Music Theatre       | 33.307 / 33.307          | $682.904      |
| 19. September 1988 | Denver          | Vereinigte Staaten     | Fiddler’s Green Amphitheatre      | N.N.                     | N.N.          |
| 21. September 1988 | Mountain View   | Vereinigte Staaten     | Shoreline Amphitheatre            | N.N.                     | N.N.          |
| 22. September 1988 | Sacramento      | Vereinigte Staaten     | ARCO Arena                        | N.N.                     | N.N.          |
| 23. September 1988 | Laguna Hills    | Vereinigte Staaten     | Irvine Meadows Amphitheatre       | 15.000 / 15.000          | $264.141      |
| 26. September 1988 | Portland        | Vereinigte Staaten     | Veterans Memorial Coliseum        | N.N.                     | N.N.          |
| 27. September 1988 | Tacoma          | Vereinigte Staaten     | Tacoma Dome                       | 21.821 / 21.821          | $302.482      |
| 28. September 1988 | Vancouver       | Kanada                 | PNE Coliseum                      | 13.557 / 13.557          | $286.600      |
| 30. September 1988 | Calgary         | Kanada                 | Canadian Airlines Saddledome      | 16.794 / 16.794          | $332.461      |
| 1. Oktober 1988    | Saskatoon       | Kanada                 | Saskatchewan Place                | 11.382 / 11.382          | $199.291      |
| 3. Oktober 1988    | Winnipeg        | Kanada                 | Winnipeg Arena                    | 13.249 / 13.249          | $208.921      |
| 4. Oktober 1988    | Minneapolis     | Vereinigte Staaten     | MET Sports Center                 | 13.255 / 15.000          | $245.215      |
| 6. Oktober 1988    | Montreal        | Kanada                 | The Forum                         | 13.500 / 13.500          | $285.827      |
| 7. Oktober 1988    | Toronto         | Kanada                 | Maple Leaf Gardens                | 13.214 / 14.500          | $286.983      |
| 8. Oktober 1988    | Hamilton        | Kanada                 | Copps Coliseum                    | 10.690 / 12.000          | $231.107      |
| Asien              |                 |                        |                                   |                          |               |
| 31. Oktober 1988   | Nagoya          | Japan                  | Rainbow Hall                      | 11.255 / 11.255          | $528.985      |
| 2. November 1988   | Tokio           | Japan                  | Tokyo Dome                        | 53.972 / 53.972          | $2.536.684    |
| 4. November 1988   | Tokio           | Japan                  | Nippon Budōkan                    | 13.741 / 13.741          | $645.827      |
| 5. November 1988   | Osaka           | Japan                  | The Stadium                       | 31.985 / 31.985          | $1.503.295    |
| Zusammenfassung    | Zusammenfassung | Zusammenfassung        | Zusammenfassung                   | 487.821 / 492.194 (99 %) | + $13.789.775 |

## Veröffentlichungen

### Offizielle
- Das Konzert am 7. September 1988 wurde für das US-amerikanische Fernsehen offiziell aufgenommen.[31]
- Das Konzert am 21. September 1988 wurde für das US-amerikanische Fernsehen offiziell aufgenommen.[32]
- Das Konzert am 2. November 1988 wurde für das japanische Fernsehen offiziell aufgenommen.[11]

### Bootlegs
Mehr als 28 unautorisierte Schwarzpressungen von jeweils mehr als 28 unterschiedlichen Konzerten wurden von der Clapton-Knopfler-Tour auf Compact Disc veröffentlicht. Darunter auch neun Bootleg-Aufnahmen, die jedes Konzert aus der Royal Albert Hall vom 25. Januar 1988 bis 4. Februar 1988 dokumentieren. Neben den Pressungen auf Standard-CD- und Mini-CD wurden mehr als 12 verschiedene Konzerte mit Videokameras aufgenommen und auf DVD, ebenfalls unautorisiert, veröffentlicht. Ob das am 4. November 1988 aufgenommene einstündige, uneditierte Interview mit Clapton selbst offiziell oder inoffiziell aufgenommen und veröffentlicht wurde, ist unklar. Mit Aufnahmen von mehr als der Hälfte der Konzerte zählt die Clapton-Knopfler-Tour zu den meistdokumentierten Tourneen Claptons.

## Rezeption
Journalist Steve Gett von dem Billboard-Magazin lobte das Konzept der gesamten Tournee und findet, dass die Gäste Knopfler und John, die Clapton mit auf die Bühne brachte, „ein Clapton-Konzert unvergesslich“ gemacht haben sollen. Gett lobte vor allem die Darbietung der Musiker während der Titel Cocaine, Money for Nothing und Layla. Das Konzert mit Layla zu beenden, führte dazu, dass die Zuschauer die Veranstaltungsorte „atemlos [und] sprachlos“ verlassen haben sollen. Ein weiterer Kritiker der Publikation, Bruce Haring, bewertete den Auftritt in der Brendan Byrne Arena: „Nenne es eine Greatest-Hits-Tournee. Clapton feiert mit der Tournee 15 seiner besten Werke aus seiner gesamten Karriere. […] Alle Lieder werden in der zweistündigen Show grandios vorgetragen. Und eine brillante Band ist auch dabei […]“.
Bill Coleman von Billboard bezeichnete die Clapton-Knopfler-Tour als „vollen Erfolg“. Als er auf das kommerzielle Ergebnis der Tournee zu sprechen kommt, meint er, dass „die kurze Tour mit Knopfler“ die im Jahr 1988 erfolgreichste Tournee eines Rockmusikers in Sachen Kartenverkäufen und Einnahmen gewesen sei. Coleman meinte weiter, dass die Enderrechnung der Zahlen „absolut locker mit der Bad World Tour“ von Michael Jackson mitgehalten habe. Musik-Kritiker Tom Letter von dem Surrey Advertiser besuchte den Auftritt am 7. Februar 1988 und notierte: „So etwas hat noch nie Jemand gesehen. Zwei Rockstars auf der Bühne, die so ausdauernd und exakt auftreten. […] Doch nach all dem Gesang sah Clapton am glücklichsten aus, als er seine ausgiebigen Soli vorstellen konnte“, so Letter.